# Carmen Giannattasio
Carmen Giannattasio (1975) Soprano nacida en Avellino, Italia.
Se graduó como especialista en Literatura y Lengua Rusa, y como cantante en el Conservatorio Cimarosa de Avellino. En 1999, recibe clases magistrales con Leyla Gencer en Milán, para luego ser adminitida en "La Academia de Perfeccionamiento" para cantantes de ópera del Teatro alla Scala bajo la tutela de artistas famosos como Alva, Verret, Nucci, Giaiotti y Serra.
Comienza su carrera musical con el rol de Cecchina en la ópera de Piccini: Cecchina o sia la buona figliola, en el teatro Franchini de Pavia en el año 1999. Posteriormente hace su debut en el Teatro alla Scala con los siguientes personajes: Jouvenuot en Adriana Lecovreur; Niece en Peter Grimes; Giuletta en Un Giorno di Regno, y Alice en Falstaff. En el año 2001, su interpretación de Mimí en los teatros de Modena, Piacenza, Ferrara y Salerno logra un éxito rotundo tanto del público como de la prensa especializada.
Para el trigésimo aniversario del debut del Maestro Muti en la Scala (2000), cantó bajo su dirección en un concierto con la Orquesta Filarmónica y del Coro de la Scala.
Ganó recientemente el Primer Premio y el Premio Especial de público en la prestigiosa competencia de canto del maestro Plácido Domingo Operalia 2002.
- Datos: Q434277